# Листоїд тополевий
Листоїд тополевий (Chrysomela populi) — вид жуків підродини хризомеліни родини листоїдів. Чорний жук з яскраво-червоними надкрилами. Жуки й личинки живляться листям тополь та верб.

## Опис
Середнього розміру жук з довжиною тіла 1-1,2 см. Тіло чорне, передньогруди чорно-сині, надкрила червоні, з чорною плямою поблизу вершини. Передньоспинка дещо звужена в передній частині.
Личинка жовтувато-білого забарвлення, з чорними ногами, плямами та головою.

## Спосіб життя
В Україні жуки трапляються з квітня до серпня. Яйця відкладають на листках тополь, групами по 20-40 штук. Через 7-10 днів з яєць виходять личинки, які гризуть листок з нижньої поверхні. За 7-9 діб вони линяють уперше, а за 9-11 днів — удруге. Молодші личинки тримаються скупчено, тоді як личинки 3-го віку розповзаються й повністю скелетують листки.

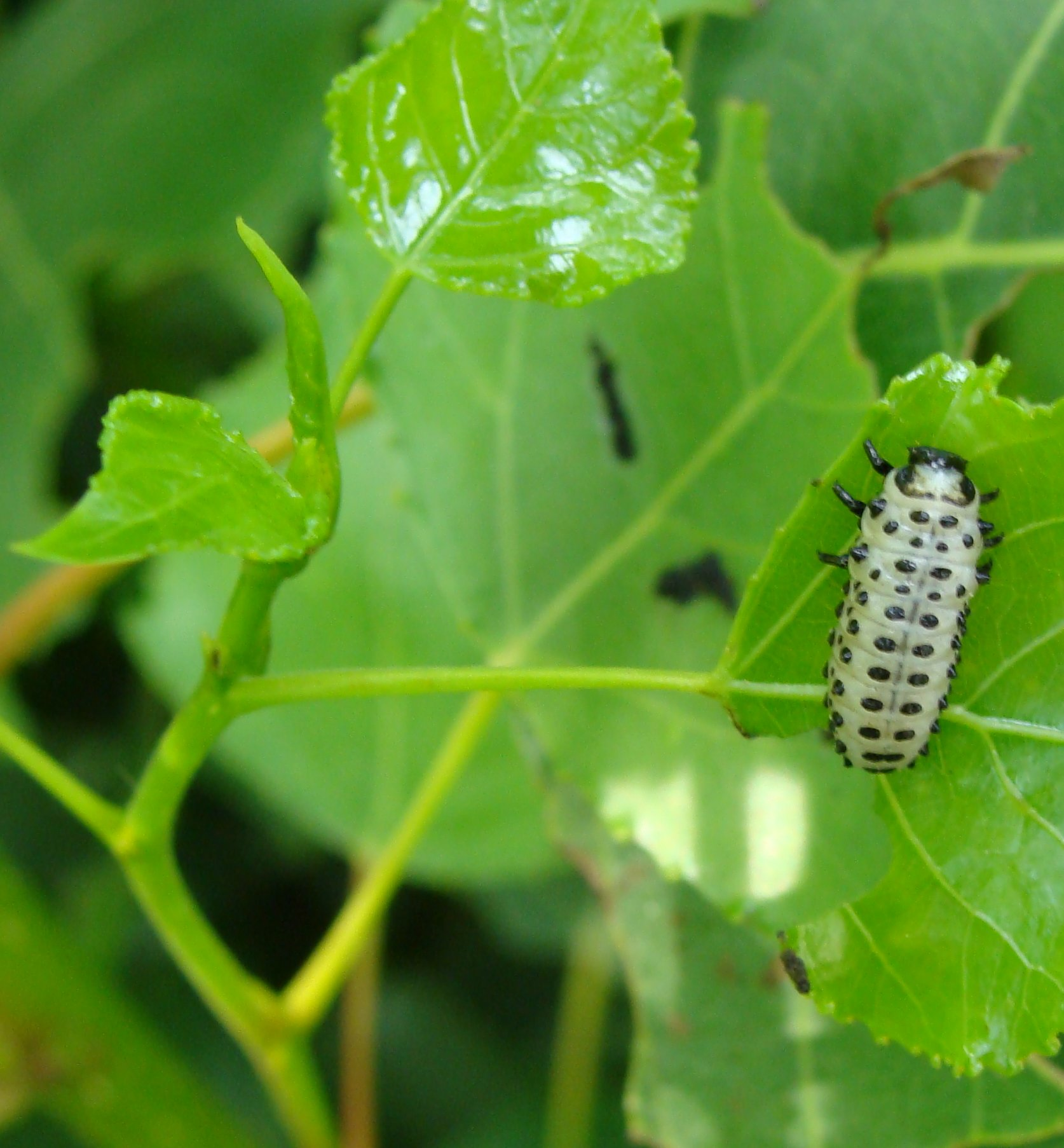
Личинка на листі тополі

Листоїда тополевого поїдають чимало тварин, серед яких комахи, павуки. На жуків і личинок в Україні полюють хижі клопи Picromerus bidens, Rhacognathus punctatus, Troilus luridus, Pinthaeus sanguinipes, Rhinocoris annulatus, Arma custos, турун Anisodactylus binotatus, павук Enoplognatha ovata. Личинок також поїдають жук-м'якотілка Rhagonycha fulva та оса Odynerus nidulator, а яйця — сонечко двокрапкове. У Казахстані для захисту тополь проти листоїда використовували далекосхідного сонечка Aliolocaria mirabilis. Також на жуках і личинках паразитують комахи, кліщі, нематоди. Серед них червонотільцеві кліщі з родини Trombidiidae, тахінові мухи Meigenia bisignata, Meigenia mutabilis, Macquartia praefica, Lypha dubia, Steiniella callida, а також мухи родини Phoridae, хальцида Schizonotus sieboldi, нематода роду Hexamermis.